# Zillertalstraße
Die Zillertalstraße (B 169) ist eine Landesstraße in Österreich. Sie hat eine Länge von 39,5 km und führt vom Inntal durch das Zillertal bis nach Mayrhofen und von dort durch die Dornauberg-Schlucht nach Dornauberg-Ginzling.
Der 13,3 km lange Abschnitt von Ginzling weiter durch das Zemmtal zum Schlegeisspeicher gehört nicht mehr zur B 169, sondern ist als Mautstraße eine Privatstraße der Tauern Touristik GmbH. Ab der Mautstelle Breitlahner führt die Straße einspurig über acht Kehren und vier Natursteintunnel mit Ampelregelung im 15-Minuten-Takt bis zum Speicher Schlegeis. Die Straße überwindet einen Höhenunterschied von etwa 1200 m (davon 1100 m auf dem Abschnitt zwischen Mayrhofen und dem Schlegeisspeicher).

## Geschichte
Die Zillerthalerstraße zwischen Straß und Mayrhofen wurde ab 1907 im Rahmen eines Straßenbauprogramms als Konkurrenzstraße erbaut. In der österreichischen Rechtssprache bezeichnet Konkurrenz die gemeinsame Finanzierung eines Projektes durch verschiedene Institutionen, von denen jede einen gesetzlich festgelegten Prozentsatz der Instandhaltungskosten übernimmt. In diesem Fall übernahm
- das Kaiserreich Österreich 35 %
- das Land Tirol 35 %
- die angrenzenden Gemeinden 30 %

der geplanten Baukosten in Höhe von 99.000 Gulden.
Die Zillertal Straße gehörte ab dem 1. Jänner 1973 zum Netz der Bundesstraßen in Österreich. Laut damaligem Bundesstraßengesetz sollte diese Straße bis zur Staatsgrenze zu Italien auf dem Pfitscher Joch weitergeführt werden.
Am 15. Mai 2002 wurde die Schreibweise der nunmehrigen Landesstraße vom Tiroler Landtag in Zillertalstraße geändert.
Im November 2011 wurde der Ausbau der Schluchtstrecke zwischen dem Ortsteil Hochsteg in Finkenberg und dem Südportal des Harpfnerwandtunnels fertiggestellt. Die neue Trasse durch die Dornauberg-Schlucht ermöglicht nunmehr die Umfahrung des einspurigen Tunnels und ersetzt diesen im Straßenverlauf. Die Bauzeit für diesen Teilabschnitt zwischen Mayrhofen und Ginzling betrug 14 Jahre.